# Dendronephthya nigripes
Dendronephthya nigripes är en korallart som beskrevs av Nutting 1912. Dendronephthya nigripes ingår i släktet Dendronephthya och familjen Nephtheidae. Inga underarter finns listade i Catalogue of Life.